# Fritz Hofmann (Leichtathlet)

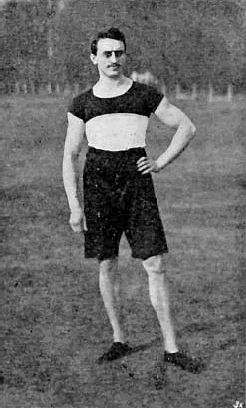
Fritz Hofmann

Fritz Hofmann (* 19. Juni 1871 in Roßleben; † 14. Juli 1927 in Berlin) war der erste deutsche Leichtathlet, der bei Olympischen Spielen eine Medaille gewann. Bei den Olympischen Spielen 1896 in Athen trat er für Deutschland an und wurde Zweiter im 100- und Vierter im 400-Meter-Lauf.

## Leben
Am ersten Wettkampftag der Spiele, dem 6. April (25. März nach dem in Griechenland geltenden Julianischen Kalender), belegte er beim dritten Ausscheidungsrennen der 100-Meter-Konkurrenz hinter dem US-Amerikaner Thomas Edward Burke den zweiten Platz und qualifizierte sich damit für den Finallauf. Dort belegte er mit einer Zeit von 12,2 s den zweiten Platz und erhielt hierfür die Bronzemedaille (1896 bekam der Erstplatzierte Silber, der Zweitplatzierte Bronze).
Beim 400-Meter-Finallauf belegte er mit einem Fuß Rückstand hinter Charles Gmelin Platz vier mit einer Zeit von 55,6 s. Beim Hochsprungwettbewerb belegte er Rang fünf mit 1,55 m. Ebenfalls Platz fünf belegte er beim Kugelstoßen. Darüber hinaus nahm er an der Dreisprungkonkurrenz teil und wurde dort Sechster.
Wie zu damaliger Zeit nicht unüblich, nahm Fritz Hofmann als Leichtathlet auch an den Wettbewerben anderer Sportarten teil. Mit der Barrenmannschaft Deutschland (Fritz Hofmann, Conrad Böcker, Alfred Flatow, Gustav Felix Flatow, Georg Hillmar, Fritz Manteuffel, Karl Neukirch, Richard Röstel, Gustav Schuft, Carl Schuhmann, Hermann Weingärtner) holte er sich als Mannschaftsführer die Silbermedaille. Als „Riegenführer“ turnte Hofmann dabei nicht selbst mit, sondern gab von außen die Turnkommandos. Ebenfalls Mannschaftssilber erhielt er mit dem deutschen Team im Reckturnen (Fritz Hofmann, Conrad Böcker, Alfred Flatow, Gustav Flatow, Georg Hillmar, Fritz Manteuffel, Karl Neukirch, Richard Röstel, Gustav Schuft, Carl Schuhmann, Hermann Weingärtner). Hinzu kommt noch ein dritter Platz in der Einzeldisziplin Tauklettern.
Hofmann, der auch im Rudern und im Radsport sehr erfolgreich war, nahm auch an den nächsten drei olympischen Veranstaltungen teil: 1900 als Vorturner, 1904 als Mannschaftsleiter und 1906 – bei den Olympischen Zwischenspielen in Athen – noch einmal als 100-Meter-Läufer (im Vorlauf ausgeschieden) und als Vorturner.
Für seine außerordentlichen Verdienste um die Ausbreitung und Pflege der Leibesübungen verlieh man ihm den preußischen Kronenorden. Nach einer Darmoperation starb Fritz Hofmann am 14. Juli 1927 in Berlin.